# Тишков Валерій Олександрович
Валерій Олександрович Тишков (* 6 листопада 1941, Нижні Серги, Свердловська область, РРФСР) — російський етнолог, історик, соціальний антрополог. Доктор історичних наук (1979), професор.
З 1989 — директор Інституту етнології і антропології РАН ім. М. М. Миклухо-Маклая і Центру соціальної антропології РДГУ (з 2000). Дійсний член (академік) РАН (2008). Віце-президент Міжнародного союзу антропологічних і етнологічних наук. Міністр у справах національностей Російської Федерації (1992). Академік-секретар Відділення історико-філологічних наук, член Президії РАН (2013).

## Життєпис
Народився в учительській родині в містечку Нижні Серги Свердловської області.
Батько — Олександр Іванович Тишков (родом із села Коркіно Туринського району Свердловської області), закінчив педагогічний технікум, учитель географії й фізкультури. Був мобілізований до армії, де пройшов командирські курси, став політруком і членом Комуністичної партії. Учасник радянсько-німецької війни, на другому тижні війни потрапив у німецький полон, чотири роки провів у таборі й на конвойних роботах, 1945 року був звільнений союзними військами у Франкфурті-на-Майні й переданий радянським урядовцям. Після війни далі працював у школі, але в партії не відновився. На думку Валерія Тишкова, його рід сягає корінням думського дяка Тишкова, чий життєвий шлях завершився на Уралі.
Мати — Раїса Олександрівна (до шлюбу Тягунова), закінчила педагогічний технікум, вчителька початкової школи. Предками її були уральські майстрові люди.
Закінчивши школу із золотою медаллю, Тишков вступив на історичний факультет МДУ імені М. В. Ломоносова. До третього курсу збирався спеціалізуватися з історії КПРС, згодом, після конфлікту на кафедрі цієї дисципліни, умовив заступника завідувача кафедри нової й новітньої історії Євгена Язикова взяти його на спеціалізацію з історії США. Покращивши володіння англійською мовою, тісно спілкувався з американськими стажерами, що мешкали в гуртожитку. Чимало з них згодом стали відомими науковцями: історик, дослідник історії Росії Мартін Маля, почесний доктор РАН Террі Еммонс, професор Річард Геллі, психолог Майкл Коул.
Історичний факультет Тишков закінчив 1964 року. Дипломну роботу «Позиція США на Потсдамській конференції» написав під керівництвом доцента Григорія Севостьянова, згодом академіка, що потім дуже вплинув на його долю. Захистив її на «відмінно». Мав можливість після закінчення університету поїхати на стажування до Канади за лінією Студентського Союзу СРСР, але факультетське бюро не дало йому належної характеристики. За розподілом почав педагогічну діяльність в Магаданському педагогічному інституті. Викладав нову й новітню історію країн Заходу та нову й новітню історію країн Сходу на кафедрі історії, яку очолював Вольдемар Балязін, пізніше відомий як автор історичних повістей і романів. У 1965 році Тишков став наймолодшим деканом історико-філологічного факультету. Після перерви, пов'язаної зі вступом до аспірантури і захисту дисертації, знову повернувся в Магадан, звідки в 1972 році виїхав до Москви, де став науковим співробітником Інституту загальної історії АН СРСР.
Працюючи в Відділенні історії, після захисту докторської Тишков отримав пропозицію від Юліана Бромлея працювати за сумісництвом в Інституті етнографії та антропології АН СРСР, де після смерті Юлії Аверкієвої утворилася вакансія завідувача Сектором народів Америки. Тишков пройшов за конкурсом і з 1982 року став працювати в новому науковому колективі і в рамках нової для себе наукової дисципліни — етнографії.
Поєднання двох посад тривало близько двох років, доки академіком-секретарем був сходознавець Борис Піотровський, який одночасно очолював Ермітаж. Приїзди до Москви були для нього великим додатковим навантаженням, тому він  ставився до своїх обов'язків непринципово. Після Піотровського академіком-секретарем був обраний Сергій Тихвинський, який працював тоді в МЗС. Його більш строгий стиль і більш щільний контроль за справами Відділення викликали питання про суміщення Тишковим двох посад, тож останній вирішив піти з учених секретарів і цілком перейти до Інституту етнографії. Незабаром після переходу він обійняв посаду заступника директора інституту, яку до цього багато років займав Соломон Брук.  1989 року відбулися вибори колективом директора інституту на конкурентній основі. Претендентами були старожили інституту і великі етнографи — Сергій Арутюнов і Михайло Крюков, але Тишков скористався підтримкою з боку академіка Бромлея, який понад двадцять років був директором і змушений був йти з посади за станом здоров'я. Згодом Тишков розкритикує і заперечить усі теоретичні положення Бромлея.
За його участю була створена Мережа етнологічного моніторингу та раннього попередження конфліктів. У лютому 2000 року на чолі групи спеціалістів консультував Володимира Путіна з питань урегулювання збройного протистояння в Чечні.

### Наукові зацікавлення
- Історія; етнологія; соціальна антропологія країн Північної Америки; історія міжетнічних відносин; питання етнічності; націоналізм; конфлікти; етнічна політика.
- Кандидат історичних наук (1969), тема дисертації «Історичні передумови канадійської революції 1837 р.». Керівник — майбутній академік Олексій Нарочницький, сприяв захисту покровитель Тишкова Григорій Севостьянов[1].
- Доктор історичних наук (1979), тема дисертації «Визвольний рух в колоніальній Канаді».

### Професійна діяльність
- 1964—1966 — викладач Магаданського державного педагогічного інституту.
- 1966—1969 — аспірант Московського державного педагогічного інституту ім. В. І. Леніна.
- 1969—1972 — доцент, декан історичного факультету Магаданського державного педагогічного інституту.
- 1972—1976 — науковий співробітник Інституту загальної історії АН СРСР.
- 1976—1982 — вчений секретар відділення історії АН СРСР.
- 1982—1992 — завідувач сектором Америки Інституту етнографії АН СРСР.
- 1988—1989 — заступник директора Інституту етнографії.
- 1989—2015 — директор Інституту етнології і антропології РАН ім. М. М. Миклухо-Маклая.
- 2001—2012 — заступник академіка-секретаря і керівник Секції історії Відділення історико-філологічних наук,
- 2003 — теперішній час — декан Навчально-наукового Центру соціальної антропології Російського державного гуманітарного університету.
- 2005 — член-кореспондент Російської Академії Наук
- 2008 — дійсний член Російської Академії Наук
- 2012 — теперішній час — академік-секретар Відділення історико-філологічних наук, член Президії РАН

Сам Тишков оцінює себе так: «Може здатися парадоксальним, але я оцінюю останні 20 років в історії вітчизняної гуманітарної науки як плідні... За всю історію мого досить упевненого директорства я не зміг позбутися деяких відвертих нероб і не зміг зробити деякі з задуманих і потрібних реформ. Зате я зберіг і примножив славу Інституту етнології і антропології РАН як лідера світової гуманітарної науки»

### Державна й політична діяльність
- Голова Державного комітету у справах національностей (1992 р.).
- Міністр у справах національностей Російської Федерації (1992 р.).
- Член інтелектуального «Клубу-93», заснованого влітку 1993 року істориком, дослідником Північної Америки і близьким до Юрія Лужкова політичним експертом В'ячеславом Ніконовим. Підписав на початку 1994 р. Заяву членів клубу із закликом до «поміркованих сил у Федеральних Зборах, що представляють аграріїв і комуністів - з одного боку, ПРЕС, ЯБЛОКО, «Вибір Росії» - з іншого, інших об'єднань і незалежних депутатів не розглядати себе як опозицію уряду, а спробувати створити прагматичний блок, на який той міг би спертися».[4] Окремими оглядачами цей клуб кваліфікується як масонський і причетний до сходження у владу Володимира Путіна[5].
- Кандидат у депутати Держдуми  Російської Федерації за списком блоку Руху «Освіта - майбутнє Росії» (ДОБРО) Лариси Бабух (№12 в списку), а також по Черемушкинському округу № 203 (вересень 1995 р.). Підписів не зібрав. Блок також підписів не зібрав.[4]

### Громадська діяльність
- Член президії Ради при Президентові Російської Федерації з міжнаціональних відносин
- Член Російської ради з міжнародних справ.
- Член комісії Російської Федерації у справах ЮНЕСКО.
- Член Громадської ради Федеральної міграційної служби Росії.
- Член Наукової ради при Раді Безпеки Російської Федерації, роботою якої керує колишній генеральний директор ФСБ, генерал Микола Патрушев.
- Член колегії Міністерства регіонального розвитку Російської Федерації.
- Член колегії Міністерства у справах національностей Російської Федерації (до її ліквідації в жовтні 2001 р.).
- Член Громадської палати Російської Федерації (з 28 вересня 2005 р.), керівник Комісії з толерантності і свободи совісті (2006—2010 рр.)[4].

### Участь у наукових асоціаціях і спільнотах
- Член правління Асоціації антропологів і етнологів;
- Президент Міжнародної академії соціальних і педагогічних наук;
- Президент Мережі етнологічного моніторингу та раннього попередження конфліктів;
- Віце-президент Міжнародного союзу антропологічних та етнологічних наук (1983-2003 рр.);
- Член опікунської ради створеного восени 2008 р. Фонду «Історична пам'ять»[6], метою діяльності якого є пропаганда радянського погляду на історію ХХ ст. та сприяння російській міжнародній політиці. Відносно директора Фонду історика Олександра Дюкова, відомого своїми антиукраїнськими й антибалтійськими заявами, в Латвії та Литві застосована заборона на в'їзд.
- Член створеного в 2012 р. товариства «Історія Росії», чиє завдання - боротьба з «історичними фальсифікаціями» та відновлення історичного трактування часів СРСР.

### Почесні звання та нагороди

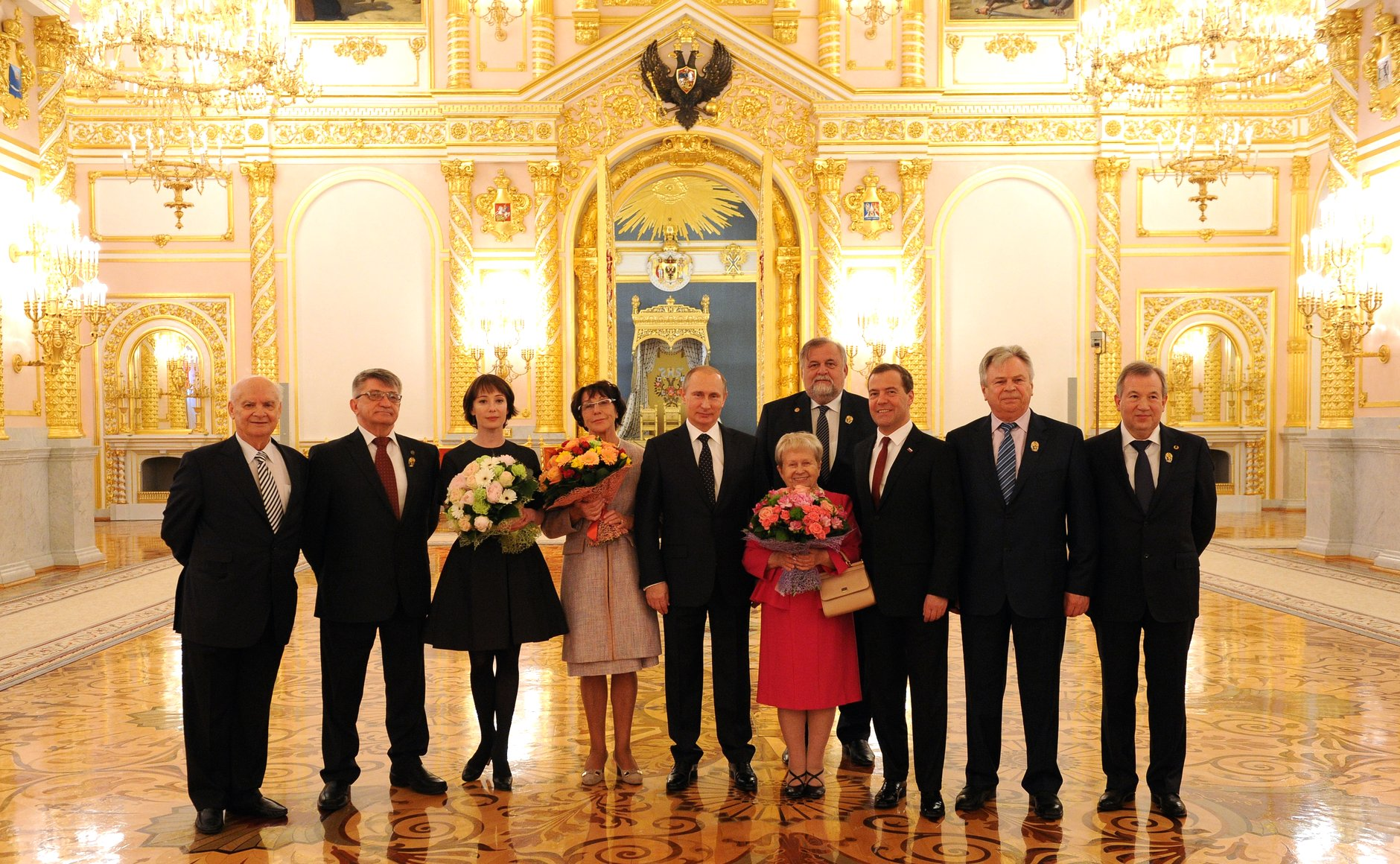
В. О. Тишков (2-й праворуч) на церемонії вручення Державних премій Російської Федерації за 2014 рік, 12 червня 2015 року

- Медаль «За трудову звитягу» (1981 р.)
- Заслужений діяч науки Російської Федерації (1999 р.).
- Лауреат Державної премії Російської Федерації в галузі науки і техніки (2002 р.).
- Орден Російської Православної Церкви святого благовірного князя Данила Московського III ступеня (2008 р.);
- Орден Пошани за досягнуті трудові успіхи і багаторічну плідну роботу (2009 р.).
- Заслужений діяч науки Карачаєво-Черкеської республіки (2014 р.).
- Лауреат Державної премії Російської Федерації у галузі науки і технологій (2014 р.).

## Родина
У січні 1970 року Валерій Тишков одружився. Дружина — Тишкова (до шлюбу Никишова) Лариса Михайлівна, закінчила історичний факультет МДУ, працювала мистецтвознавицею в Державній Третьяковській Галереї, потім у Магадані читала факультативні курси з історії російського мистецтва для студентів і учнів художньої школи, зараз  — старша наукова співробітниця Державної Третьяковської Галереї.
Син — Тишков Василь Валерійович.

## Наукові ідеї
В етнології Валерій Тишков є прибічником конструктивістського підходу до етнічних явищ. Він фактично заперечує існування етносів. У стислому вигляді основні теоретичні настанови, викладені у його працях, виглядають таким чином:
- етнічні групи та їхні характеристики є результатом історичних, економічних та політичних обставин і ситуативних впливів.
- членство в етнічній групі залежить виключно від самовизначення. Тільки після того, як індивіди почнуть поділяти спільні уявлення про те, що собою являє етнічна група, або вони вписані в межі цих уявлень зовнішніми обставинами, вони починають діяти згідно з цими уявленнями, а етнічність набуває організованих та інституціалізованих відмінностей.
- первинну значущість мають лише ті ознаки культури, які використовують для маркування відмінностей і групових меж, а не уявлення фахівців про те, що є «традиційним» для тієї чи іншої групи.
- ключову роль у конструюванні етнічної ідентичності має політика етнічного підприємництва, тобто мобілізація членів етнічної групи на колективні дії з боку лідерів, які переслідують політичні цілі, а не виражають культурну ідеологію групи чи «волю народу»[7].

На думку українського етнолога Василя Балушка, поширення останнім часом серед російських науковців ідей конструктивізму, які запозичені на Заході, зокрема у Північній Америці, судячи з усього, підживлюється правлячими колами офіційної Москви. Ґрунтом для виникнення цього напрямку в американській соціально-культурній антропології послужило специфічне етнічне середовище Північної Америки. У Росії ж ґрунтом для поширення ідей конструктивізму, найактивнішим виразником яких є Валерій Тишков, виступає специфічна політична ситуація розпаду імперської по суті російської держави, розгортання процесів національного та етнічного самовизначення серед народів, які входять до його складу, що раніше гальмувалася державним механізмом, і все більш помітні прояви процесів етнотворення в середовищі поки ще єдиного російського етносу, який, розселившись, зайняв кілька абсолютно самостійних так званих етногенетичних ніш. Причому якщо дія природно-географічного компонента цих ніш можна в якійсь мірі нейтралізувати за допомогою технологічних засобів сучасної цивілізації, то триваюча асиміляція росіянами місцевих аборигенних етносів надзвичайно посилила і підсилює далі дію соціального компоненту. Російські конструктивісти з політичних міркувань виступають із запозиченою на Заході концепцією, за якою всякий етнос — це всього лише «ідеологічний конструкт», створюваний етнічно свідомою інтелігенцією; тільки потім, унаслідок її цілеспрямованих дій ідея певної етнічної самосвідомості вноситься в широкі народні маси. Тишков застосував таку концепцію до націй на пострадянському просторі.

## Політичні скандали

### Участь в осетино-інгуському конфлікті
27 лютого 1992 р. Валерій Тишков був призначений міністром у справах національностей Російської Федерації, залишаючись директором НДІ етнології і антропології. Головним противником висунення Тишкова була радник Президента з національної політики Галина Старовойтова, яка довгий час працювала з Тишковим в Інституті етнографії. Їхні наукові і політичні розбіжності сягали кінця 1980-х рр., коли під час загострення конфлікту в Нагірному Карабасі Старовойтова як експерт і політичний діяч зайняла провірменську позицію, а Тишков дотримувався офіційної «примирювальної». 19 липня 1992 р. брав участь в переговорах керівників Грузії, Північної і Південної Осетії з врегулювання міжнаціонального конфлікту в цьому регіоні. Зустрічався з командуванням миротворчих сил, відвідав позиції російських десантників. Також улітку того ж року Тишков, за його словами, збирався відвідати повсталу Чечню, але Руслан Хасбулатов і Єльцин йому це заборонили. Будучи міністром, він активно протистояв визвольним рухам і автономії національних меншин, розглядаючи це як загрозу цілісності Російської Федерації.
Згодом із причини розбіжностей із Борисом Єльциним Тишков був звільнений з посади 15 жовтня 1992 р. без вказівки причин. За версією Тишкова, його зняли через те, що він відмовився завізувати підготовлений Сергієм Шахраєм указ про козацтво. Проте він продовжував виступати аналітиком, критикуючи дії уряду за поблажливість до націоналізму. Особливо відзначився Тишков під час осетино-інгуського конфлікту на території Приміського району Північної Осетії 31 жовтня — 4 листопада 1992 р., бо фактично підтримав інгуських бойовиків. Він назвав загони самооборони осетинів неконституційними збройними формуваннями й звинуватив республіканську владу в тому, що та скривдила етнічну меншість, а федеральну владу в тому, що та роздала зброю осетинам, погодилася з визнанням інгуської агресії й підтримала націоналістів.
Причиною стало особисте несприйняття Тишковим голови Ради міністрів Північної Осетії Сергія Хетагурова. Саме його він пізніше звинувачував в ескалації конфлікту: «Випадок із Хетагуровим, який проявив особливо жорстку лінію поведінки, може бути пояснений як якась компенсація його недостатньої „осетинськості“ (слабке знання мови, шлюб з неосетинкою, тривале мешкання в Москві і не „щиро осетинське“ походження, хоча і пов'язане зі знаменитим родом Кости Хетагурова). Така демонстрація є необхідним елементом визнання лідера членами групи „своїм“, тобто своєрідним варіантом кримінальний солідарності. „Напівкровки“ в конфліктах дуже часто демонструють найвищий ступінь залученості й ентузіазму, бо етнічно розколоте суспільство не терпить незаангажованих маргіналів. Довівши свою лояльність групі, лідер може претендувати на найвищі місця в ієрархії влади. Принаймні, для Сергія Хетагурова виявилося можливим цілком успішно брати участь у виборах першого президента Північної Осетії в січні 1994 р., склавши серйозну конкуренцію Ахсарбеку Галазову». За словами Тишкова, влада свого часу не прислухалася до його порад і пропозицій, що й спричинило кровопролиття. Особисту неприязнь до осетинів Тишков зберігав і надалі.

### Антиопозиційні заяви
31 травня 2005 р. «Комсомольская правда» опублікувала інтерв'ю Тишкова, де він проклинав анти-путінську опозицію, звинуватив її у свідомому створенні негативного іміджу Росії в світі, «куванні загальної дулі в кишені», а також заявив:
«Крутимо рекламу турів у якісь Туреччину і Туніс. Ну дивитися ж там нічого у порівнянні з Росією!»

### Підтримка політики Володимира Путіна
28 червня 2005 р. в Санкт-Петербурзі Тишков, виступаючи на VI конгресі етнографів і антропологів Росії, захищав позицію Володимира Путіна щодо розвалу СРСР як найбільшої катастрофи 20 століття, стверджуючи, що «радянська імперія ніколи не була в'язницею народів, а, навпаки, колискою націй».Майбутня «цивілізаторська місія Росії», на думку Тишкова, полягає в поширені православ'я і російської культури, у виконанні функцій «зберігача пам'яті та ідентичності народів колишнього СРСР» і «реципієнта для тих, хто хоче відчувати себе росіянином».

### Пропаганда «Російського світу» та заперечення Голодомору
На думку Тишкова, «розвал» СРСР залишив тих, хто мешкає в нових державах (до них належить і Україна), без фундаментальних прав - державного статусу рідної російської мови. Метою цього є, серед іншого, відсторонення /віддаляння російськомовних людей від влади та ресурсів. При цьому він заперечив Голодомор 1932-1933 років і подальше дозаселення України етнічними росіянами, заявивши, що ніхто не загинув, просто в людей відбулася зміна української ідентичності на російську. Тишков заявив 2008 р., що «росіяни освоювали протягом століть простори східної України, Криму, Північного Казахстану не для того, щоб зараз звужувати Російський світ через так звану репатріацію. Російський світ більший, ніж нинішня Росія. Так було і так повинно бути, а завдання фахівців допомагати людям російської культури і мови зберігати для себе і нащадків свої духовні начала, а разом з цим зміцнювати російські вплив і авторитет. Російська мова - це покарана мова в ближньому російському світі. Причому, покарана не за провини, а за велику модернізаційну місію, яку він виконував і буде виконувати на території колишнього СРСР ще десятиліттями. Спільними зусиллями самих носіїв мови, вчених і політиків ситуація може і повинна бути виправлена на користь «великого і могутнього».

### Концепція національної політики РФ
У жовтні 2013 р. був представлений проект стратегії державної національної політики, підготовлений чотирма колишніми міністрами РФ - Валерієм Тишковим, В'ячеславом Михайловим, Володимиром Зоріним - заступником Тишкова в Інституті етнології й антропології, Рамзаном Абдулатиповим. Документ містив вираз «державотворча роль російського народу». Він приписував російському народу об'єднуючу роль при формуванні створенні начебто унікальної соціокультурної цивілізаційної спільності, багатонародної російської нації.

### Фальсифікація історичних мап Чечено-Інгушетії
У квітні 2014 р. осетинський науковець, фахівець із історичної картографії й етнополітичної історії Північного Кавказу Артур Цуцієв звернув увагу на помилки та політично зумовлені фальсифікації на історичних мапах Чечено-Інгушетії у виданій під редакцією Тишкова Інститутом етнології та антропології колективній монографії «Інгуші», де, всупереч історичній правді, до споконвічних земель Інгушетії зараховувалися начебто «передані» частина Курпського району Кабардино-Балкарської АРСР, яка ніколи інгушам не належала; землі Приміської зони й місто Орджонікдзе, що в дійсності було у крайовому підпорядкуванні; землі Малгобекського району - в дійсності частина Сунженської козачої округи, а потім Чеченської АО, проте не Інгушетії; землі Приміського району. Було очевидним, що автор мапи користувався не історичними документами, а газетними публікаціями інгуських авторів 1991-1992 рр. Мапа явно мала «нагадувати й живити хворобливу історичну травму інгушів, пов'язану з депортацією 1944 року. Травму, пов'язану з тим, що ця територія стала і вже 70 років залишається частиною Північної Осетії». Артур Цуцієв попрохав Тишкова нарешті припинити нацьковувати інгушів на осетинів і не намагтися роздмухати знову міжнаціональний конфлікт з академічного рівня.
Тишков не забарився з брутальною відповіддю. Він вибудував її на особистості й науковій діяльності рецензента, заявивши, що Цуцієв «займається всю свою кар'єру етнокартографічними картинками, які до реальності змішаного мешкання населення не мають стосунку», що публікація його власних мап може «загострити становище на Кавказі» і що дана карта «відображає думку колег з Інгушетії - думку, яку ми повинні поважати». А монографія має «бути позитивно зустрінута науковою громадськістю, а також і в самій Інгушетії». Він також різко відгукнувся про осетинські наукові роботи, шкільні підручники й популярні тексти.
Артур Цуцієв, зауваживши, що віддавна переконаний в існуванні спільної історичної батьківщини осетинів і інгушів, був змушений констатувати, що Тишков підживлює ілюзії інгуських радикальних кіл щодо можливості знову висунути територіальні претензії й провокує їх на розпалювання конфлікту. Він звернув увагу, що ідеї Тишкова користуються популярністю на інгуських шовіністичних сайтах, де займаються розпалюванням ненависті до Осетії й осетинів, і висловив резонні сумніви в неупередженій позиції Інституту етнології та антропології й особисто його очільника .

### Праця з історії Новоросії
Валерій Тишков — один з ініціаторів видання ідеологічно вивірених російською владою праць з історії Новоросії та історії окупованого Криму, про які було згадано 26 серпня 2014 р. під час зустрічі спікера Держдуми, голови Російського історичного товариства (РІО) Сергія Наришкіна з ученими. Крім Інституту етнології та антропології, до цієї роботи мусять підключитися такі наукові установи РАН, як Інститут російської історії й Інститут археології. Валерій Тишков вже заявив, що самоідентифікація мешканців регіону не є українською:
«Там складний симбіоз і там важко. Вони кажуть, що при одному режимі нас називали москалями, при іншому кацапами, при третьому — хохлами. Це самосвідомість, яке містила в собі і російськість, і українськість. І малоросійськість, і великоросійськість»

### Заборона в'їзду в Естонію
12 жовтня 2014 р. Валерій Тишков прилетів до Естонії на запрошення відомого в країні своїми прокремлівськими настроями російського журналістського медіа-клубу «Імпрессум», аби взяти участь в дискусії на тему «Національні відносини і конфлікти в дзеркалі політики». Однак на прикордонному контролі вченому було відмовлено у в'їзді в країну, і, провівши ніч в аеропорту через відсутність зворотних рейсів, він змушений був повернутися в Росію, де дав прес-конференцію.
На своїй сторінці в Facebook Тишков написав текст, який згодом викликав міжнародний скандал:
«Що й говорити: неприємна ситуація, особливо ночівля в аеропорту, зірвані лекція і можливість запросити естонських колег на конгрес етнологів і антропологів в Єкатеринбурзі в липні 2015. Якщо естонська влада не принесе мені вибачення, я як керівник історико-філологічного відділення РАН закличу російських істориків і філологів призупинити співпрацю з естонськими фінно-угрознавцями, фахівцями з північних народів тощо. Вони сновигають по всій Росії, пишуть часто більше ніж дурниці і нікому ніяких заборон не було! Хай вивчають угорців, фінів і себе самих краще, а вже потім про „геноцид фінно-угорських народів в Росії“. От диваки злостиві! Навіщо все це?»
Професор етнолінгвістики Тартуського університету Урмас Сутроп прокоментував цю заяву, сказавши, що естонська наука нічого не втратить від російського бойкоту. Естонський професор заявив в інтерв'ю DELFI, що спілкування між російськими та естонськими вченими «мінімальне», і від нього практично нічого не залежить. «Якщо вони дійсно планують припинити співпрацю, то Бог з ними! Естонська наука від цього нічого не втратить», — підкреслив Сутроп. Медіа-клуб «Імпрессум», на запрошення якого Тишков намагався відвідати Естонію, він звинуватив в «підривній діяльності». Естонський професор визнав при цьому, що він особисто взагалі не знайомий з роботами академіка Тишкова. Однак у нього склалося вкрай негативне уявлення про цей медіа-клуб: «Я подивився в інтернеті, йдеться про організацію ФСБ, яка веде підривну діяльність, КаПо неодноразово ділилася думкою з цього приводу … Оскільки у нас демократія, ми не можемо її закрити. Якщо тепер якусь скотину не пускають на цей захід, то Бог з ним!». Естонський етнолінгвіст також підкреслив, що важливість співпраці з російськими колегами в галузі гуманітарних наук «тяжіє до нуля», оскільки в Росії «вже давно немає науки, що заслуговує на увагу, — в усякому разі, в тій сфері, яка б стосувалася Естонії». За словами Сутропа, «після закінчення радянської окупації» Естонія зорієнтувалася на зовсім інший світ — на країни Заходу. А з російською наукою хочуть співпрацювати тільки «російські філологи, які не в змозі пристосуватися». Але їм теж не дозволили укласти договір про співпрацю, оскільки «співпраця з державою, що анексувала Крим і провадить війну на сході України, недоречна».
Заборона на в'їзд Тишкова до Естонії діє на період з 9 жовтня 2014 по 9 жовтня 2019 р. 22 травня 2015 р. Талліннський адміністративний суд відмовив Тишкову у задоволенні його скарги на рішення МВС і повідомив, що воно не підлягає перегляду

### Конференція з питань етногенезу карачаївців і балкарців
У Москві 24 листопада 2014 р. відкрився форум «Історико-культурна спадщина народів Євразії». У його рамках в приміщенні Президіуму Російської Академії наук відбулася регіональна конференція «Етногенез, історія, мова та культура карачаєво-балкарського народу», патронована Валерієм Тишковим.
Фактичними її організаторами були президент Фонду сприяння розвитку карачаєво-балкарської молоді «Ельбрусоїд», бізнесмен Алій Тоторкулов і підлеглий Тишкова Мурат Каракетов — доктор наук, що спеціалізується на карачаєво-балкарській етнографії. У заходах взяли участь близько 300 вчених з 16 країн, проте більшість становили наукові працівники й викладачі з Карачаєво-Черкесії й Кабардино-Балкарії.
Конференція мала скандальний характер, бо на ній з'ясувалося, що частина учасників балкарського й карачаєвського походження жадає неодмінно утвердити як основних предків своїх тюркських етносів середньовічний іраномовний народ аланів. Для цього алани, справжніми нащадками яких є осетини, а також скіфи й сармати, були проголошені частково тюркомовними. Проте в доповідях інших учених відстоювалася інша, академічна, точка зору, що суперечила очікуванням організаторів конференції. Цим доповідям вони вирішили протиставити доповідь американського хіміка Анатолія Кльосова (російського емігранта з сумнівною репутацією) та авторитет Валерія Тишкова, що надавав заходу академічності. За це на конференції Тишкову було присвоєно звання Заслуженого діяча науки Карачаєво-Черкеської республіки. Він зізнався, що збулася його мрія — стати заслуженим діячем науки не тільки Російської Федерації, а й однією з національних республік. Крім того, Вчена рада Карачаєво-Черкеського державного університету імені У. Д. Алієва ухвалила рішення про присвоєння Тишкову звання почесного доктора університету.
На заключному засіданні головою оргкомітету Каракетовим був зачитаний певний текст, який підсумовував результати Конференції. Далі Каракетов запропонував присутнім проголосувати з тим, щоб прийняти даний текст як проект резолюції. Голосувало, тобто підняло руку за прийняття зачитаного тексту, всього лише близько третини тих, хто сидів у залі. На початку березня 2015 року (тобто через три з половиною місяці після події) на офіційному сайті Інституту етнології і антропології РАН на сторінці конференції «Етногенез, історія, мова та культура карачаєво-балкарського народу» з'явився pdf-документ із 8 сторінок, що мав назву «Резолюція міжнародної наукової конференції „Етногенез, історія, мова та культура карачаєво-балкарського народу“». У шапці файлу були присутні емблеми трьох установ: ІЕА РАН, Карачаєво-Черкеський державний університет і Карачаєво-балкарський науковий центр гуманітарних досліджень, але під самим текстом так званої «резолюції» були відсутні будь-які підписи. З учасниками конференції вона узгоджена не була. Припускають, що одним з авторів підроблення, якщо не основним автором був Мурат Каракетов, оскільки тези збігалися з висновками в його нещодавніх статтях і книгах.
«Резолюція» відзначалася безграмотністю, містила антинаукові твердження й мала виразні ознаки політичної заангажованості. Зокрема в ній стверджувалося, що балкарці й карачаївці посідають особливе місце серед тюрків і народів Кавказу, що вони є прямими нащадками скіфів, саків, массагетів, сарматів і аланів, що більшість населення поліетнічного Аланського царства була тюркомовною, що мову карачаївців і балкарців неправильно класифікують, а вчені-іраністи злочинно прагнуть монополізувати аланську спадщину. 20 березня 2015 року після обурених листів від учених-учасників конференції Тишков розпорядився зняти з сайту «резолюцію». Після скандалу з конференцією Мурат Каракетов був відрахований із ІЕА РАН (формально це виглядало, як непродовження трудового контракту).

### Позиція з приводу анексії Криму
16 березня 2015 р. Тишков привітав анексію Криму, охарактеризувавши її так: «Це було натуральне «ручне управління» і, звичайно, що завершилося великим історичним успіхом».

### Заяви щодо геноциду черкесів
21 травня 2015 р., в День пам'яті адигів (черкесів) Валерій Тишков виступив із заявою, в якій закликав засоби масової інформації не роздмухувати тему черкеського геноциду, бо Кавказька війна давно скінчилася, а від масового виходу корінного, переважно мусульманського населення із завойованого Росією Північного Кавказу всі лише виграли: Росія позбулася радикально налаштованих елементів, а Османська імперія отримала добірних вояків, отже, геноцид насправді був дуже корисним, потрібним і вигідним . Скандальна заява мала резонанс у черкеських колах, після чого її відредагували.

### Висловлювання щодо рідних мов народів Росії
Після акту самоспалення Альберта Разіна Валерій Тишков опублікував 12 вересня 2019 року у газеті «Известия» статтю «Народ не вмирає з мовою», в якій відверто виправдав дискримінацію народів РФ в частині використання своїх рідних мов в освіті та інших сферах. Він заявив, що мови не можуть бути рівними за своїм використанням, можливостями і статусом, що мати етнічну мову зовсім не обов'язково, що цінність національної мови на порядок менша, ніж значення соціального статусу, професійних можливостей і права участі в загальноросійському процесі, а мовна асиміляція є природною. Боротьбу за збереження рідної мови Тишков назвав одержимістю і звеличив російську мову. Прокуратура міста Набережні Челни направила до Слідчого комітету по місту Набережні Челни звернення Алмаза Імамова про притягнення академіка Валерія Тишкова до кримінальної відповідальності за дискримінаційні висловлювання в цій статті .

## Праці
- Тишков В. А. Страна кленового листа: начало истории (Канада) / Отв. ред. д-р ист. наук Н. А. Ерофеев. Академия наук СССР.. — М.: Наука, 1977. — 176, [8] с. — (Страны и народы).
- Тишков В. А. Освободительное движение в колониальной Канаде. М.: Наука, 1978. 384 с.
- Тишков В. А. История Канады. — М.: Мысль, 1982. 268 с. (у співавторстві з Л. В. Кошелевым).
- Тишков В. А. История и историки США. М.: Наука, 1985. 352 с.
- Тишков В. А. Коренное население Северной Америки в современном мире. (відповідальний редактор і основний автор). М.: Наука, 1990. 396 с. (Спіавтори В. П. Алексеєв, В. А. Шнірельман і інші)
- Тишков В. А. Тропою слез и надежд: Книга о современных индейцах США и Канады. М.: Мысль, 1990. 317 с. (в соавторстве с В. Г. Стельмах, С. В. Чешко).
- Тишков В. А. (гол. ред.). Народы России. Энциклопедия. — М: Большая Российская энциклопедия, 1994. — 485 с. — ISBN 5852700827.
- Тишков В. А. Реквием по этносу: исследования по социально-культурной антропологии.
- Тишков В. А. Этнология и политика. Научная публицистика.
- Valery Tishkov. Ethnicity, Nationalism and Conflict in and After the Soviet Union: The Mind Aflame. London: Sage Publications, 1997.
- Valery Tishkov. Chechnya: Life in a War-Torn Society. Berkeley-LA-London: University of California Press, 2004.
- Тишков В. А. Общество в вооруженном конфликте. Этнография чеченской войны. — М.: Наука. 2001. — 552 с.. ил. ISBN 5-02-008755-6.
- Тишков В. А. Российский народ. История и смысл национального самосознания.
- Тишков В. А. Этнология и политика. Научная публицистика.
- Тишков В. А. Российский народ: книга для учителя. М.2010.
- Тишков В. А. Наука и жизнь. Разговоры с этнографами. СПб. : Алетейя, 2008. — 176 с, [16] с. ил. ISBN 978-5-91419-109-9
- Тишков В. А. Тундра и море. Чукотско-эскимосская резьба по кости / Описание предметов Ю. А. Широкова, В. А. Тишкова. Фото М. Б. Лейбова. — М.: Индрик, 2008. — 160 с., ил. ISBN 978-5-85759-463-6
- Тишков В. А. Политическая антропология. — Нью-Йорк и др.: Mellen press, 2000. — 338 с. — (Российские исследования в гуманитарных науках; т. 14).